# Sicurezza funzionale
La sicurezza funzionale (spesso riferita con il termine inglese functional safety anche in ambito italiano) è quella parte della sicurezza complessiva (di un sistema, un'apparecchiatura o di un impianto) che dipende dall'assenza di rischi inaccettabili causati da malfunzionamenti o guasti. Come tale, la sicurezza funzionale è una caratteristica del sistema; nel progetto di sistemi, impianti ed altre apparecchiature tecnologiche, esistono diversi processi e metodologie utili a garantire che un prodotto abbia un adeguato livello di sicurezza funzionale.
Dato che i produttori hanno responsabilità verso la sicurezza dei propri prodotti, molti settori industriali hanno definito processi industriali (spesso standardizzati da norme ISO) per rispondere alle esigenze specifiche del settore in termini di sicurezza funzionale.

## Processi di sicurezza funzionale
L'obbiettivo dei processi di sicurezza funzionale è dimostrare l'assenza di rischi inaccettabili per le persone, in termini di lesioni fisiche o danni alla salute diretti o indiretti (attraverso danni alla proprietà o all'ambiente). Attraverso delle analisi specifiche, si valuta il livello di rischio di un sistema e (se necessario) si definiscono misure aggiuntive che possano ridurre tale rischio ad un livello accettabile (è importante notare che il rischio non può mai essere rimosso completamente). Tali misure sono dette misure di sicurezza, o in inglese safety measures.
Di particolare interesse è l'analisi di sicurezza funzionale di sistemi elettrici ed elettronici (E/E), su cui si concentrano la maggior parte degli standard.
Per stabilire che un sistema dispone di sicurezza funzionale occorre essere in grado di provare:
- che sono state condotte analisi corrette e complete per identificare i "punti aperti" del sistema;
- che tali punti aperti sono stati risolti definendo misure di sicurezza apposite;
- che ognuna di quelle misure di sicurezza ha raggiunto un livello di prestazioni sufficiente.

Ciò si ottiene normalmente mediante un processo che includa almeno i seguenti passaggi:
1. Analizzare le funzioni svolte dal sistema, tramite metodologie quali HAZOP, HARA, STPA e simili;
2. Valutare la riduzione di rischio necessaria, definita in termini di Safety Integrity Level (SIL) (o con altri nomi specifici a seconda del campo di applicazione, come PL, AgPL, ASIL, ecc..);
3. Stabilire un elenco di stati (espliciti o impliciti) del sistema considerabili "sicuri" (Safe State), ovvero in cui il rischio di danni è minimo; tipicamente fanno parte della lista lo stato di "funzionamento nominale del sistema" e (in alcuni casi) lo stato "spento"; possono essere esplicitamente definiti nuovi stati appositi, che possono essere raggiunti dal sistema in caso di guasti;
4. Definire e progettare misure di sicurezza capaci di riportare il sistema in uno degli stati sicuri anche in caso di guasto o errore umano; possono fare parte della definizione di ciascuna misura anche un lasso di tempo massimo per raggiungere tali stati sicuri, e un tasso di successo minimo nel rilevare i guasti e reagire correttamente;
5. Definire i requisiti di sicurezza funzionale per l'implementazione di tali misure di sicurezza;
6. Progettare e realizzare il sistema tenendo conto dei requisiti aggiuntivi derivati dal processo di sicurezza funzionale;
7. Validare il prodotto rispetto ai requisiti di sicurezza funzionale, per garantire che soddisfi gli obiettivi iniziali di SIL assegnati dal processo;
8. Condurre audit di sicurezza funzionale per esaminare i report e dimostrare che le tecniche di gestione del ciclo di vita (safety lifecycle) sono state applicate in modo corretto e completo.

Tutte queste fasi devono essere realizzate da ingegneri qualificati e competenti, che seguono processi stabiliti da standard di sicurezza funzionale riconosciuti.

## Standard di sicurezza funzionale
Di seguito sono elencati i principali standard di sicurezza funzionale attualmente in uso:
- IEC EN 61508 è il principale standard di sicurezza funzionale, che definisce il Safety Integrity Level (SIL) ampiamente applicato ai sistemi E/E e da cui discendono molti altri standard specifici:
  - IEC 61513 - Centrali nucleari - Strumentazione e controllo per sistemi di sicurezza - Requisiti generali per i sistemi
  - IEC 61511, Sicurezza funzionale - settore dell'industria di processo
  - IEC 62061, Sicurezza delle macchine - Sicurezza funzionale dei sistemi di controllo elettrici, elettronici ed elettronici programmabili legati alla sicurezza
  - ISO 13849, Sicurezza delle macchine - Parti dei sistemi di controllo legate alla sicurezza
  - ISO 19014 - Macchine Movimento Terra -- Sicurezza Funzionale
  - ISO 25119 - Trattori e macchinari per l'agricoltura e la silvicoltura - Parti dei sistemi di controllo relative alla sicurezza
  - ISO 26262 - Sicurezza funzionale dei veicoli stradali
- UK Defence Standard 00-56 Edizione 2
- US RTCA DO-178C - Software nel settore avionico
- US RTCA DO-254 - Hardware nel settore avionico
- EUROCAE ED-12B - Sistemi di sicurezza del volo (norma europea)
- IEC 62304 - Software per dispositivi medici
- Norme europee specifiche per l'industria ferroviaria
  - EN 50126, Condizioni operative, di sistema e di manutenzione per le apparecchiature di progetto
  - EN 50128, Software (sistemi di comunicazione, segnalazione ed elaborazione)
  - EN 50129, Sicurezza dei sistemi elettronici
  - EN 50495, Dispositivi di sicurezza richiesti per il funzionamento sicuro delle apparecchiature rispetto ai rischi di esplosione